# Hirosuke-Märchen-Preis
Der Hirosuke-Märchen-Preis (jap. ひろすけ童話賞, Hirosuke Dōwashō) ist ein seit 1990 alljährlich vergebener Preis für japanische Kinderliteratur. Der Preis wurde 1989 zu Ehren des Kinderbuchautors Hirosuke Hamada eingerichtet, der seiner Verdienste um die japanische Kinderliteratur wegen auch der „Andersen Japans“ genannt wird. Die Verleihung des Preises findet Anfang November in der Hamada Halle der Hamada-Hirosuke-Gedenkstätte statt.

## Preisträger

### 1990–1999
- 1990 Aman Kimiko für Dāremo nai? (だあれもいない？)
- 1991 Awa Naoko für Hanamame no nieru made sayo no monogatari (花豆の煮えるまで 小夜の物語)
- 1992 Moichi Kumiko für Ochiba ochiba tonde ike (おちばおちばとんでいけ)
- 1993 Imamura Ashiko für Matsubokkuri kōen no furui buranko (まつぼっくり公園のふるいブランコ)
- 1994 Kitamura Kenji für Shiinoki no himitsu no hanashi (しいの木のひみつのはなし)
- 1995 Kōzaki Mieko für Rubī-iro no hoteru (ルビー色のホテル)
- 1996 Matsui Susan für Nonezumi to kaze no uta (ノネズミと風のうた)
- 1997 Toda Kazuyo für Kitsune no denwa box (きつねのでんわボックス)
- 1998 Seo Nanae für Sakura no hana densha (さくらの花でんしゃ)
- 1999 Moriyama Miyako für Panya no kumachan (パンやのくまちゃん)

### 2000–2009
- 2000 Kamiki Yuta für Warai goma maware! (わらいゴマまわれ！)
- 2001 Yabe Michio für Nakimushi haru no kun (なきむし はるのくん)
- 2002 Sada Masashi für Obāchan no onigiri (おばあちゃんのおにぎり)
- 2003 Abe Natsumaru für Otamajakushi no undōkai (オタマジャクシのうんどうかい)
- 2004 Nejime Shōichi für Maigo no kotori (まいごのことり)
- 2005 Miyakawa Hiro für Kyō wa ii hi da ne (きょうはいい日だね)
- 2006 Murakami Shiiko für Reizōko no natsuyasumi (れいぞうこのなつやすみ)
- 2007 Kun Kumiko für Natsu no Ōsama (なつのおうさま)
- 2008 Miyama Sakura für Kaeru no jīsama to amen bōhana (かえるのじいさまとあめんぼおはな)
- 2009 Fuku Akiko für Jin to bāchan to dango no ki (ジンとばあちゃんとだんごの木)

### 2010–2019
- 2010 Mogami Ippei für Jibun no ki (じぶんの木)
- 2011 Katsuya Kaori für Uzura no Ūchan no hanashi (うずらのうーちゃんの話)
- 2012 Nishina Sachiko für Chiisana tomodachi - hoshi neko san no ohanashi - (ちいさなともだち―★星ねこさんのおはなし★―)
- 2013 Ichikawa Nobuko für Amayadori (あまやどり)
- 2014 Nishimura Yuri für Takkun no asagao (たっくんのあさがお)
- 2015 Ishii Mutsumi für Watashi-chan (わたしちゃん)
- 2016 Sasaki Ari für Anara kurage (おならくらげ)
- 2017 Hagiwara Yuka für Senaka no tomodachi (せなかのともだち)
- 2018 Nishikawa Osamu für Tsutomu to neko no yōjin (ツトムとネコのひのようじん)

## Auswahlkomitee
- Yabe Michio, Yamamoto Shōzō, Nejime Shōichi, Hamada Rumi, Hayakawa Masanobu